# Ictalurus lambda
Il Ictalurus lambda (Ictalurus lambda, Hubbs & Hibbard, 1951) è un pesce d'acqua dolce appartenente alla famiglia degli Ictaluridi ed all'ordine dei Siluriformi. Resti fossili di questo animale sono stati rinvenuti nel Nord America.